# Globalization and World Cities Research Network
Globalization and World Cities Research Network, vanligen förkortat GaWC, är en tankesmedja stationerad vid Loughborough University i England som studerar världsstäder i relation till globalisering. GaWC grundades av Peter J. Taylor år 1998 och är mest känt för sin kategorisering av världsstäder baserat på deras interaktion med omvärlden.